# Старостин, Андрей Никонович
Андре́й Ни́конович Ста́ростин (25 февраля 1940 — 16 апреля 2020) — советский и российский учёный в области физики плазмы и лазерной физики, доктор физико-математических наук, профессор, лауреат Ленинской премии (1984). Заслуженный профессор МФТИ (2009).

## Биография
Окончил электромеханический факультет МЭИ (1962) и его аспирантуру (1966), работал там же на кафедре квантовой механики.
С 1968 года — в НИИЯФ МГУ.
В 1971 году защитил кандидатскую диссертацию на тему «Некоторые вопросы теории неидеальной плазмы»: дисс. … кандидата физико-математических наук : 01.00.00 / А. Н. Старостин. — Москва, 1971. — 110 с.
С 1971 г. работал в ФИАЭ (с 1991 Троицкий институт инновационных и термоядерных исследований (ТРИНИТИ)). С 1990-х гг. начальник отдела кинетики неравновесных систем Центра теоретической физики и вычислительной математики ГНЦ РФ ТРИНИТИ.
С 1976 г. преподавал и вёл научную работу на факультете проблем физики и энергетики МФТИ, с 2017 — профессор кафедры прикладной физики.
Доктор физико-математических наук, профессор.
Область научных интересов: физика плазмы, перенос излучения, физическая кинетика, пылевая плазма, уравнение состояния слабонеидеальной плазмы.

## Награды и звания
- Лауреат Ленинской премии 1984 года — за создание мощных газовых лазеров.
- Лауреат премии Правительства Российской Федерации в области образования за научно-практическую разработку «Научные исследования и учебные пособия по физике низкотемпературной плазмы» (2010).